# Norbert Skalden
Norbert Skalden (* 8. Juni 1936 in Berlin; † April 1981) war ein deutscher Schauspieler.

## Leben
Der Sohn des Dokumentarfilmregisseurs Kurt Skalden (1895–1975) und der Schauspielerin Maria Paudler erhielt seine künstlerische Ausbildung in der zweiten Hälfte der 50er Jahre bei Eduard Marks in Hamburg. Anschließend begann er Theater zu spielen und gab auch sein Filmdebüt. So spielte er 1959 am Aachener Stadttheater und wirkte mit einer kleinen Rolle als Fahrlehrer in der Heinz-Erhardt-Komödie Natürlich die Autofahrer mit.
Es folgten Theaterverpflichtungen in Hamburg, Berlin und Zürich; zeitgleich stand Skalden seit 1963 regelmäßig vor der Kamera. Mit mittelgroßen Rollen wirkte Skalden in einer Fülle von Fernsehfilmen mit, darunter (rund um das Jahr 1970) auch eine Reihe von ambitionierten Produktionen mit zeitgeschichtlichem Inhalt (Friedrich III. '…gestorben als Kaiser', Maximilian von Mexiko, Der irische Freiheitskampf, Marinemeuterei 1917, Gnade für Timothy Evans, Jacques Offenbach – Ein Lebensbild und Das Wunder von Lengede) mit. Oftmals verkörperte er klar strukturierte und entschiedene Charaktere wie etwa den irischen Freiheitshelden Michael Collins oder junge Offiziere und Adelige. Darüber hinaus gab er Gastauftritte in einer Reihe von Serien wie Die Unverbesserlichen, Cliff Dexter und Polizeifunk ruft. In Ulrich und Ulrike hatte er mit dem Charles 1966 eine durchgehende Rolle.
Norbert Skalden hat auch häufig für den Hörfunk gearbeitet und war im Synchrongeschäft tätig. Er hatte einen Sohn aus einer geschiedenen Beziehung.

## Filmografie
Fernsehfilme, wenn nicht anders angegeben
- 1959: Natürlich die Autofahrer (Kino)
- 1963: Hafenpolizei (eine Folge)
- 1964: Der Schrank
- 1964: Polizeirevier Davidswache (Kino)
- 1965: Die Unverbesserlichen (erste Folge)
- 1965: Preis der Freiheit
- 1966: Die Gefangenen von Murano
- 1966: Ulrich und Ulrike (Serie)
- 1967: Antitoxin
- 1967: Ein Fall für Titus Bunge – Die Diamanten-Lok
- 1967: Der Weiberfeind
- 1968: Das Wunder von Lengede
- 1968: Polizeifunk ruft – Die Sozialhelferin
- 1969: Jacques Offenbach – Ein Lebensbild
- 1969: Gnade für Timothy Evans
- 1969: Marinemeuterei 1917
- 1969: Der irische Freiheitskampf
- 1970: Friedrich III. '…gestorben als Kaiser'
- 1970: Maximilian von Mexiko
- 1970: Der Tod des Deputierten Jean Jaurès
- 1972: Doppelspiel in Paris
- 1974: Mary Stuart
- 1976: Feinde